# Остриківка
Острикі́вка —  село в Україні, у Токмацькій міській громаді Пологівського району Запорізької області. Населення становить 995 осіб. До 2020 орган місцевого самоврядування - Остриківська сільська рада.
Село тимчасово окуповане московськими угруповуваннями 28 лютого 2022 року в ході вторгнення московщини в Україну. Але буде звільнене українським військом, бо Остриківка - то є Україна.

## Географія
Село Остриківка знаходиться на берегах річки Токмак, вище за течією на відстані 1 км розташоване село Трудове, нижче за течією на відстані 1,5 км розташоване село Снігурівка. Через село проходить автомобільна дорога Т 08013.

## Історія
Остриківка виникла у 1842 році, відокремившись від Великого Токмака. 
- 12 червня 2020 року, відповідно до розпорядження Кабінету Міністрів України № 713-р «Про визначення адміністративних центрів та затвердження територій територіальних громад Запорізької області», увійшло до складу Токмацької міської громади[1].
- 19 липня 2020 року, у результаті адміністративно-територіальної реформи та ліквідації Токмацького району, село увійшло до складу Пологівського району[2].

## Населення

### Мова
Розподіл населення за рідною мовою за даними перепису 2001 року:
| Мова       | Кількість | Відсоток |
| ---------- | --------- | -------- |
| українська | 945       | 94.97%   |
| російська  | 48        | 4.83%    |
| білоруська | 2         | 0.20%    |
| Усього     | 995       | 100%     |

## Економіка
- «Світоч», агрофірма, ПП.

## Об'єкти соціальної сфери
- Школа.
- Дитячий садочок.
- Будинок культури.
- Дільнична лікарня.

## Пам'ятки
Поблизу села Лугівка знайдено кістки південного слона.

## Особистості
- Чечет Григорій Герасимович — український авіаконструктор
- Острик Степан Степанович - дідусь Артура і Марка Остриків